# Discipline en classe
Pour les articles homonymes, voir Discipline.
On appelle discipline en classe (ou discipline des élèves) le cadre de conduite commune pour « faire comprendre et respecter les consignes de travail et les règles de vie collective dans la classe ». De façon plus sévère, les dictionnaires tiennent la discipline pour un ensemble de règles imposées aux élèves pour que règne un bon ordre dans la classe.
L’étymologie remonte au latin discere, « apprendre, étudier, s'instruire, faire des études » : la discipline serait la condition pour apprendre, en suivant des règles de vie, en étant « discipliné », en apprenant les différentes matières d’enseignement (« les disciplines »).   
Il ne faut pas confondre « discipline en classe » (« observance de l’ensemble des règles qui régissent une communauté scolaire ») et « discipline scolaire » (« domaine scolaire d’études », par exemple français, mathématiques, histoire-géographie).  D’autre part, il faut distinguer la discipline en classe de la gestion de classe (« ensemble des actes réfléchis et séquentiels que pose un enseignant pour produire des apprentissages »). La discipline est, selon les avis, une partie de la gestion de classe ou son pendant, la discipline s’occupant des comportements des élèves tandis que la gestion porte sur les contenus d’enseignement. 
On peut insister sur la discipline et l’ordre, qui aurait valeur par lui-même : « La discipline scolaire (désigne) la tenue du bon ordre scolaire, la police des établissements, la répression des conduites répréhensibles, un travail ordonné selon des règles et des méthodes sûres, l’ordre réglé des études. » 
On peut, à l’inverse, partir de l’indiscipline  et centrer sur l’efficacité, qui prévaut sur le désordre : « Un fait d’indiscipline scolaire peut se définir comme une conduite d’élève(s) empêchant d’apprendre et de s’éduquer, sereinement, efficacement, dans une salle de classe. Les conditions de travail ne sont pas requises, à cause de comportements inappropriés ou de règles non respectées. L’indiscipline perturbe volontairement : elle dérange le groupe-classe. Pour autant, elle ne sort pas du champ pédagogique. Un élève indiscipliné reste un élève, un ‘comportement inadapté’ relève toujours de l’éducation. » 

## Les types d’indiscipline scolaire
« Les mauvais comportements auxquels les enseignants ont à faire face sont classés en cinq grandes catégories par les spécialistes des sciences humaines, en ordre décroissant quant au degré de gravité. 
1. L’agression physique ou verbale commise par un élève à l’endroit de l’enseignant ou d’un autre élève.
2. Les actes immoraux, comme la tricherie, le mensonge, le vol.
3. Le défi à l’autorité, c’est-à-dire le refus, parfois accompagné d’hostilité, de faire ce que demande l’enseignant.
4. La perturbation des activités de la classe : parler à tue-tête, interpeller un autre élève, déambuler dans la classe, faire le clown, lancer des objets, etc.
5. Le refus de travailler : faire le pitre, ne pas effectuer le travail assigné, lambiner ou rêvasser » [6]

Jean-François Blin et Claire Gallais-Deulofeu donnent cette liste de « quelques situations difficiles » en classe : « absentéisme, retards ; bavardages, agitation, chahut ; refus des règles de classe ; moqueries, dénigrement, bouc émissaire ; tricherie ; critique de l'enseignant ; vols ; racket ; indécence ; vulgarité, insolence, provocations ; racisme ; sexisme ; menaces, chantage ; dégradations, vandalisme ; violences physiques ; violences sexuelles ; possession, consommation de produits illicites ; bizutage ; élève en souffrance » 

## La gestion disciplinaire de la classe

### Théories des modèles de discipline
Le psychosociologue américain Kurt Lewin distingue trois styles de leadership : autoritaire, démocratique ou laisser-faire (pas laisser-aller), qu’on peut retrouver dans l’enseignement.   
- Dans le style « autoritaire », l'animateur se montre directif en passant les ordres, qui ne sauraient être discutés. Il se présente donc comme un chef, paternaliste.
- Dans le style « démocratique », l'animateur se  fait participatif avec les membres du groupe. Il écoute et tient compte de l’avis des autres.
- Dans le style « laisser-faire », l'animateur reste assez éloigné des demandes du groupe. Il observe, il n’intervient pas.

Dans la conception autoritariste et souvent traditionnelle de l’éducation, la discipline en classe vise l’obéissance de l’élève, prône l’ordre et les règlements, utilise la sanction (récompenses ou punitions). Pour Kant (qui n’est pas hostile à l’autonomie) : 
« La discipline nous fait passer de l'état d'animal à celui d'homme. Un animal est par son instinct même tout ce qu'il peut être ; une raison étrangère a pris d'avance pour lui tous les soins indispensables. Mais l'homme a besoin de sa propre raison. Il n'a pas d'instinct, et il faut qu'il se fasse à lui-même son plan de conduite. Mais, comme il n'en est pas immédiatement capable, et qu'il arrive dans le monde à l'état sauvage, il a besoin du secours des autres. »
À l’inverse, dans la conception favorable soit à l’autodiscipline (Thomas Gordon) soit qu'il n’était pas directeur (Carl Rogers), les pédagogues comme Jean-Jacques Rousseau, Léon Tolstoï, Alexander Sutherland Neill, recommandent de laisser l’élève libre et responsable, pour qu'il trouve par lui-même les savoirs et se conduise de lui-même, de façon autonome. On ne punit pas. On croit en la spontanéité. Rousseau prêche une « pédagogie négative » qui écarte les livres, se fie à la bonté naturelle de l’homme, cherche plus à éviter le vice qu’à imposer la vertu, développe plus les sens que la raison, compte davantage sur la résistance des choses, la "sanction naturelle", que sur les punitions du maître (si l’enfant casse une vitre, on ne le punit pas, on le laisse avoir froid).
« Jeune instituteur, je vous prêche un art difficile, c'est de gouverner sans préceptes, et de tout faire en ne faisant rien. Cet art, j'en conviens, n'est pas de votre âge ; il n'est pas propre à faire briller d'abord vos talents, ni à vous faire valoir auprès des pères : mais c'est le seul propre à réussir. Vous ne parviendrez jamais à faire des sages si vous ne faites d'abord des polissons… Ainsi, ne vous voyant point attentif à le contrarier, ne se défiant point de vous, n'ayant rien à vous cacher, il [votre élève] ne vous trompera point, il ne vous mentira point ; il se montrera tel qu'il est sans crainte ; vous pourrez l'étudier tout à votre aise, et disposer tout autour de lui les leçons que vous voulez lui donner, sans qu'il pense jamais en recevoir aucune. »
Entre ces deux positions (autoritarisme, laisser-faire), bien d’autres existent (mais la pédagogie, même si elle admet l’autoritarisme, refuse le dressage, et, même si elle admet le laisser-faire, refuse le laxisme).
Célestin Freinet, champion de la pédagogie active, considère que la question de la discipline est liée à celle du travail scolaire. Il ne s’agit pas de punir ou de donner des règlements mais d’organiser une activité constructive chez les élèves, d’éveiller « le besoin de travail », de donner à l’enfant un rôle actif, le faire collaborer à la préparation des leçons, lui faire pratiquer l’autocorrection et l’autodiscipline, travailler en ateliers ou par groupes. 
« Nous avons besoin d'un ordre profond inséré dans le comportement et le travail des élèves ; d'une véritable technique de vie motivée et voulue par les usagers eux-mêmes. Ce ne sont pas là des mots mais des réalités possibles dans toutes les classes qui s'orienteront vers le travail nouveau. L'ordre et la discipline de l'École Moderne c'est l'organisation du travail. Pratiquez les techniques modernes pour du travail vivant les enfants se disciplineront eux-mêmes parce qu'ils veulent travailler et progresser selon des règles qui leur sont propres. »,.
« La pédagogie de la coopération, fondée sur le contrat, a sa propre rigueur, qui est double. La rigueur des choses [dont parle Rousseau], à savoir les exigences et les résistances de l’œuvre commune : rigueur du bois, de l’argile, des nombres… Et puis rigueur des autres ; une assemblée de classe peut prendre des décisions sévères, rendre des verdicts sans pitié. Mais cette rigueur du contrat n’est ni arbitraire ni humiliante. Parce qu’elle est acceptée et comprise, elle est une juste rigueur. »  La pédagogie du contrat a été fondée par Helen Parkhurst ; son Plan Dalton (1917) prévoit que les élèves travaillent selon leur rythme propre à partir de "contrats" passés dans chaque discipline, l'enseignant ayant un rôle d’aide et de contrôle.   
Dans La discipline en classe (1981), C. M. Charles, professeur émérite à la San Diego State University, expose divers « modèles de discipline » pour « réduire la fréquence des comportements qui font obstacle à l’apprentissage et constituent une source de stress à la fois pour l’enseignant et pour les élèves ». Modèle de F. Redl et W. Wattenberg (1959) : « la discipline par l’interaction avec le groupe ». Modèle de J. S. Kounin (1977) : « la discipline par la gestion de classe ». Modèle de R. Dreikurs (1968, 1972) : « la discipline axée sur l’enseignement démocratique et la neutralisation des buts erronés ». Modèle de F. H. Jones (1987) : « la discipline axée sur le langage gestuel, les systèmes de récompense et l’aide efficace ». Modèle de W. Glasser (1969, 1986, 1990)  : « La discipline sans coercition, axée sur la satisfaction des besoins », etc.

### Dispositifs et règles
C. M. Charles donne un « mémento » pour « l’élaboration d’un système personnel de discipline » :
« Les trois composantes suivantes de la discipline ont une égale importance : 1) les mesures préventives, 2) les mesures de soutien, et 3) les mesures correctives. Les mesures préventives : rendre le programme scolaire aussi utile et attrayant que possible, demeurer l’autorité suprême dans la classe, établir conjointement avec les élèves des règles appropriées de conduite dans la classe, insister continuellement sur l’importance des bonnes manières et de la règle d’or. Les mesures de soutien : faire un signe à l’élève ayant besoin de soutien, employer la proximité physique lorsque les gestes sont inefficaces, manifester de l’intérêt pour le travail de l’élève, restructurer un travail difficile ou dispenser de l’aide, avoir recours à l’humour lorsque les élèves commencent à se fatiguer, confisquer les objets distrayants, faire savoir aux élèves qu’on apprécie leur bonne conduite, exiger que les élèves se conduisent bien. Mesures correctives : mettre fin au comportement inapproprié, appliquer une conséquence appropriée au mauvais comportement, faire preuve de cohérence, réorienter les comportements inappropriés de manière positive, être prêt à appliquer la règle envers l’insubordination. »

À titre d’exemple, on peut citer ces conseils pédagogiques, venant de Brigitte Neveux, responsable de formation à l’IUFM de Lorraine :
« Quelques orientations de base :
- penser l’aménagement spatial de la classe
- proposer des situations d’apprentissage et des modalités de travail variées
- diversifier les rythmes des travaux scolaires
- sécuriser les élèves en ritualisant, en contractualisant certaines activités
- utiliser des procédures pédagogiques positives (différenciation pédagogique, évaluation formative…)
- recourir à la médiation pour différer d’éventuels affrontements
- susciter la coopération et distribuer des responsabilités
- valoriser les conduites positives, citoyennes et réfléchir à la notion de récompenses. »

### Le B.O.E.N.: la règlementation
Le Bulletin Officiel du Ministère de l’Éducation Nationale (en France) diffuse les lois et arrêtés, quelques-uns concernent la discipline en classe : décret n° 90-788 du 06.09.1990 (« Organisation et fonctionnement des écoles maternelles et élémentaires ») , circulaire 91-124 du 06.06.1991 (modifiée en 1992, 1994) (« Directives générales pour l'établissement du règlement type départemental des écoles maternelles et élémentaires »), circulaire n° 99-175 du 2.11.1999 (« Repères pour la prévention des conduites à risques dans les établissements scolaires »), B.O. spécial n° 7 du 13.07.2000 (« La vie scolaire »).
Les « Directives générales pour l’établissement du règlement type des écoles » contiennent ces prescriptions :
« 3. Vie scolaire. 3.1. Dispositions générales… Le maître s'interdit tout comportement, geste ou parole qui traduirait indifférence ou mépris à l'égard de l'élève ou de sa famille, ou qui serait susceptible de blesser la sensibilité des enfants. De même les élèves, comme leurs familles, doivent s'interdire tout comportement, geste ou parole qui porterait atteinte à la fonction ou à la personne du maître et au respect dû à leurs camarades ou aux familles de ceux-ci. 3.2. Récompenses et sanctions. Le règlement type départemental peut prévoir des mesures d'encouragement au travail et des récompenses.
3.2.1. École maternelle. L'école joue un rôle primordial dans la scolarisation de l'enfant : tout doit être mis en œuvre pour que son épanouissement y soit favorisé. C'est pourquoi aucune sanction ne peut être infligée. Un enfant momentanément difficile pourra, cependant, être isolé pendant le temps, très court, nécessaire à lui faire retrouver un comportement compatible avec la vie du groupe. Il ne devra à aucun moment être laissé sans surveillance… Une décision de retrait provisoire de l'école peut être prise par le directeur, après un entretien avec les parents et en accord avec l'inspecteur de l'Éducation nationale…
3.2.2. École élémentaire. Le maître ou l'équipe pédagogique de cycle doit obtenir de chaque élève un travail à la mesure de ses capacités. Tout châtiment corporel est strictement interdit. Un élève ne peut être privé de la totalité de la récréation à titre de punition. Les manquements au règlement intérieur de l'école, et, en particulier, toute atteinte à l'intégrité physique ou morale des autres élèves ou des maîtres peuvent donner lieu à des réprimandes qui sont, le cas échéant, portées à la connaissance des familles. Il est permis d'isoler de ses camarades, momentanément et sous surveillance, un enfant difficile ou dont le comportement peut être dangereux pour lui-même ou pour les autres… »
Au chapitre « La vie scolaire » du Code de l’éducation :
« Les droits et obligations des élèves. Les obligations des élèves consistent dans l’accomplissement des tâches inhérentes à leurs études ; elles incluent l’assiduité et le respect des règles de fonctionnement et de la vie collective des établissements. Dans les collèges et les lycées, les élèves disposent, dans le respect du pluralisme et du principe de neutralité, de la liberté d’information et de la liberté d’expression… » (Articles L511-1 et 2).
" Dans les lycées et collèges relevant du ministre chargé de l'éducation, les sanctions qui peuvent être prononcées à l'encontre des élèves sont les suivantes : 1° L'avertissement ; 2° Le blâme ; 3° L'exclusion temporaire, qui ne peut excéder un mois, de l'établissement ou de l'un de ses services annexes ; 4° L'exclusion définitive de l'établissement ou de l'un de ses services annexes. Les sanctions peuvent être assorties d'un sursis total ou partiel. Toute sanction, hormis l'exclusion définitive, est effacée du dossier administratif de l'élève au bout d'un an. Le règlement intérieur reproduit l'échelle des sanctions. En outre, il peut prévoir des mesures de prévention, d'accompagnement et de réparation » (Article R511-13, décret du 15.5.2009).